# FEG 37M
FÉG 37M — венгерский самозарядный пистолет, разработанный конструктором-оружейником Рудольфом Фроммером на основе конструкции пистолета 29M с целью повысить технологичность конструкции оружия.

## Описание
Автоматика оружия работает за счет использования энергии отдачи свободного затвора при неподвижном стволе. Запирание ствола осуществляется массой кожуха-затвора, удерживаемого в переднем положении расположенной под стволом возвратной пружиной, надетой на направляющий стержень.
Ударно-спусковой механизм одинарного действия, куркового типа, с открыто расположенным курком. Ударник инерционный, то есть при спущенном курке его боек не выходит за поверхность зеркала затвора. Винтовая боевая пружина находится в цилиндрическом сверлении рамки с тыльной стороны рукояти пистолета позади магазина. Усилие боевой пружины подается на курок через толкатель.
Пистолеты 37М оснащены автоматическим предохранителем, который расположен на задней стенке рукоятки и во включенном положении через разобщитель не позволяет затвору дойти до крайнего переднего положения. Автоматический предохранитель отключается при правильном охвате рукоятки ладонью. Кроме того, 37М дополнительно имеет неавтоматический предохранитель, который блокирует курок и затвор (в результате, при падении пистолета выстрела не происходит).
После расходования всех патронов подаватель магазина поворачивает останов затвора, выступ которого, попав в вырез на кожухе-затворе, останавливает его в заднем положении.
Крышка магазинной коробки имеет «шпору» для дополнительного упора мизинца руки, удерживающей оружие, что благоприятно сказывается на меткости стрельбы.
Пистолеты имеют хорошую отделку и привлекательный внешний вид, однако по степени живучести и устойчивости к плохим условиям эксплуатации значительно уступает советским и немецким пистолетам 1930-х годов из-за более низкого качества металла.

## Варианты и модификации
- FÉG 37M (37 M. pisztoly — «пистолет обр.1937 г.») — в 1937 году принят на вооружение венгерской армии[1]; кроме того, до начала Второй мировой войны некоторое количество было выпущено для гражданского рынка огнестрельного оружия[2]. Все пистолеты имели надпись на затворе: «FEMARU FEGYVER ES GEPGYAR RT 37M», коммерческие пистолеты имели номер с добавлением буквы С[2]. Производство прекращено в 1942 году[3].
- Pistole 37(ü) — пистолеты, изготовленные по немецкому заказу[4]. Выпуск продолжался до ноября 1944 года, всего выпущено 85 тыс. шт.[3]. В отличие от венгерских пистолетов, имел маркировку «jhv» (условное немецкое обозначение оружейной фабрики FEG), клеймо немецкой военной приёмки «Wa A 58» и изменённую надпись на затворе (сначала «Pistole M 37 Kal. 7.65», затем «P. Mod. 37 Kal. 7.65»)[2].

## Страны-эксплуатанты
- Королевство Венгрия[1]
- Третий рейх — в июне 1941 года в Венгрии были заказаны 50 тыс. шт. пистолетов Pistole 37(ü) под патрон 7,65×17 мм. Позднее, были заказаны ещё 60 тыс. пистолетов, но до ноября 1944 года было фактически поставлено лишь 35 тыс. шт. Большая часть из 85 тыс. пистолетов поступила на вооружение люфтваффе[5].
- США - некоторое количество было ввезено после окончания второй мировой войны из Европы, они продавались как гражданское оружие[6].